# OR Tambo internationella flygplats
OR Tambo internationella flygplats (IATA: JNB, ICAO: FAOR) eller på engelska OR Tambo International Airport är en internationell flygplats belägen i Kempton Park i närheten av Johannesburg, Sydafrika. Det är Afrikas mest trafikerade flygplats och Sydafrikas viktigaste flygplats.

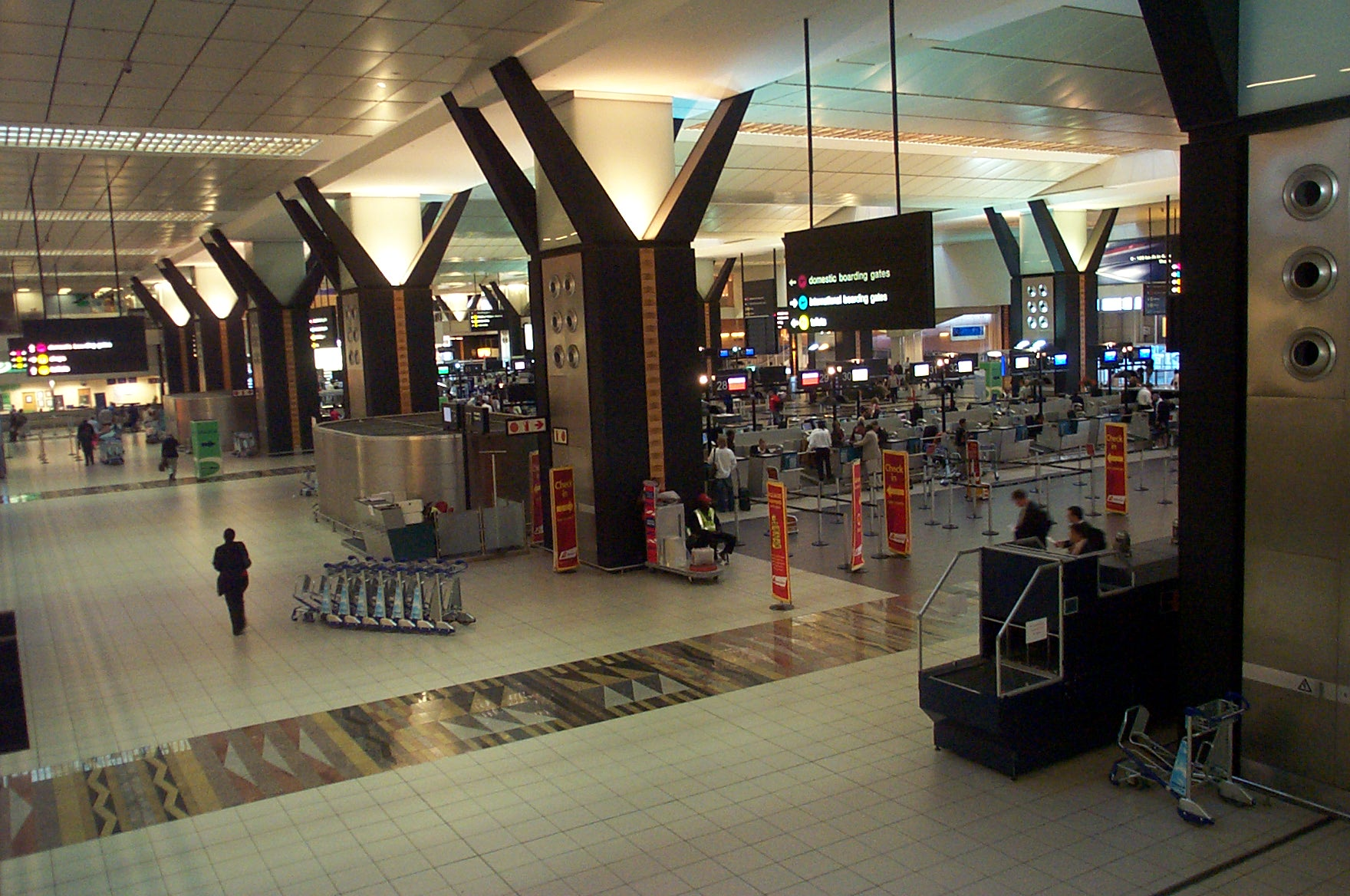
Insidan av flygplatsen 2007.

Flygplatsen hette före 2006 Johannesburg International Airport och före 1994 Jan Smuts International Airport.

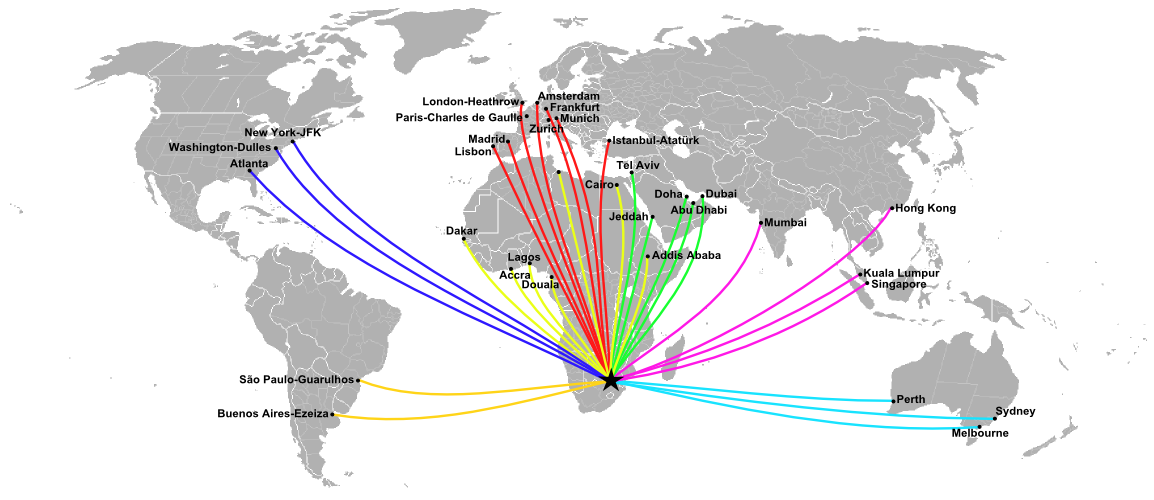
Internationella flyg från OR Tambo.

Det går direktflyg till städer på fem kontinenter från flygplatsen, däribland till New York, Amsterdam och Hongkong. Flygplatsen är också en viktig utgångspunkt för inrikesflyg.